# چکچک دم‌سفید
چکچک دم‌سفید یا چکچک کردی (نام علمی: Oenanthe monacha) گونه‌ای چکچک حشره‌خوار و کوچ‌کننده از تیره مگس‌گیران است که در خاورمیانه، ترکیه، ایران، عراق، پاکستان و همچنین شبه‌جزیره عربستان و شمال آفریقا زندگی می‌کند.

## توصیف ظاهری
چکچک دم‌سفید ۱۶ سانتی‌متر طول دارد. پرنده نر به رنگ سیاه مایل به خاکستری با لکه سفیدی در قاعده شاهپرهای اولیه بال شناخته می‌شود. ماده سیاهی کمتری در پشت دارد و زیر بدنش تیره است. این سیاهی تا وسط سینه امتداد دارد اما در بسیاری از آن‌ها سینه کامل سیاه بوده و تا شکم مایل به قرمز، ادامه می‌یابد.
دو جنس نر و ماده دارای دودیسی جنسی هستند. پرنده ماده شبیه دم‌سرخ ماده است و تنها اندکی تیره‌تر و در زیر تنه کدرتر دیده می‌شود.